# Damernas K-1 i slalom i kanotsport vid olympiska sommarspelen 2012
Damernas K-1 i slalom vid olympiska sommarspelen 2012 hölls mellan 30 juli och 2 augusti på Lee Valley White Water Centre i London. Det kördes en kvalomgång med två åk, där det bästa åket räknades och de femton främsta gick vidare till semifinal. Där åkte varje idrottare en gång och de tio bästa gick vidare till final. Där kördes ytterligare ett åk och den med bäst tid vann guld.

## Medaljörer
| Gren        | Guld                 | Silver                 | Brons                     |
| K-1, slalom | Émilie Fer Frankrike | Jessica Fox Australien | Maialen Chourraut Spanien |

## Schema
Kvalomgång

30 juli, 14:12 & 16:24

Semifinal

2 augusti, 14:12

Final

2 augusti, 15:57

## Resultat

### Kvalomgång
| Plac. | Namn                      | Resultat | Resultat | Resultat  |
| Plac. | Namn                      | Åk 1     | Åk 2     | Bästa tid |
| ----- | ------------------------- | -------- | -------- | --------- |
| 1     | Maialen Chourraut (ESP)   | 98.75    | 107.91   | 98.75     |
| 2     | Lizzie Neave (GBR)        | 101.95   | 98.92    | 98.92     |
| 3     | Clara Giai (ITA)          | 99.66    | 112.65   | 99.66     |
| 4     | Jessica Fox (AUS)         | 165.36   | 100.33   | 100.33    |
| 5     | Štěpánka Hilgertová (CZE) | 101.50   | 100.75   | 100.75    |
| 6     | Jana Dukátová (SVK)       | 105.14   | 101.37   | 101.37    |
| 7     | Corinna Kuhnle (AUT)      | 160.06   | 101.77   | 101.77    |
| 8     | Jasmin Schornberg (GER)   | 106.27   | 102.14   | 102.14    |
| 9     | Natalia Pacierpnik (POL)  | 110.58   | 102.38   | 102.38    |
| 10    | Émilie Fer (FRA)          | 112.77   | 106.46   | 106.46    |
| 11    | Eva Terčelj (SLO)         | 107.17   | 107.57   | 107.17    |
| 12    | Li Jingjing (CHN)         | 108.53   | 111.22   | 108.53    |
| 13    | Marta Kharitonova (RUS)   | 108.85   | 109.77   | 108.85    |
| 14    | Hannah Craig (IRL)        | 117.07   | 108.99   | 108.99    |
| 15    | Luuka Jones (NZL)         | 109.23   | 258.69   | 109.23    |
| 16    | Ana Satila (BRA)          | 179.92   | 110.83   | 110.83    |
| 17    | Caroline Queen (USA)      | 117.05   | 186.23   | 117.05    |
| 18    | Ella Nicholas (COK)       | 118.69   | 118.29   | 118.29    |
| 19    | Moe Kaifuchi (JPN)        | 173.61   | 121.29   | 121.29    |
| 20    | Elise Chabbey (SUI)       | 162.92   | 124.46   | 124.46    |
| 21    | Jihane Samlal (MAR)       | 174.09   | 276.32   | 174.09    |

### Semifinal
| Plac. | Namn                      | Resultat       | Resultat |
| Plac. | Namn                      | Straffsekunder | Sluttid  |
| ----- | ------------------------- | -------------- | -------- |
| 1     | Natalia Pacierpnik (POL)  | 2              | 107.79   |
| 2     | Maialen Chourraut (ESP)   | 2              | 108.34   |
| 3     | Émilie Fer (FRA)          | 0              | 109.73   |
| 4     | Jana Dukátová (SVK)       | 0              | 110.48   |
| 5     | Corinna Kuhnle (AUT)      | 2              | 111.07   |
| 6     | Marta Kharitonova (RUS)   | 2              | 111.44   |
| 7     | Jasmin Schornberg (GER)   | 0              | 112.25   |
| 8     | Jessica Fox (AUS)         | 4              | 112.63   |
| 9     | Štěpánka Hilgertová (CZE) | 0              | 114.10   |
| 10    | Hannah Craig (IRL)        | 2              | 116.12   |
| 11    | Li Jingjing (CHN)         | 4              | 117.02   |
| 12    | Lizzie Neave (GBR)        | 6              | 117.30   |
| 13    | Eva Terčelj (SLO)         | 6              | 117.36   |
| 14    | Luuka Jones (NZL)         | 4              | 121.41   |
| 15    | Clara Giai (ITA)          | 52             | 176.61   |

### Final
| Plac. | Namn                      | Resultat       | Resultat |
| Plac. | Namn                      | Straffsekunder | Sluttid  |
| ----- | ------------------------- | -------------- | -------- |
| 1     | Émilie Fer (FRA)          | 0              | 105.90   |
| 2     | Jessica Fox (AUS)         | 0              | 106.51   |
| 3     | Maialen Chourraut (ESP)   | 0              | 106.87   |
| 4     | Štěpánka Hilgertová (CZE) | 0              | 109.16   |
| 5     | Jasmin Schornberg (GER)   | 0              | 110.97   |
| 6     | Jana Dukátová (SVK)       | 2              | 111.60   |
| 7     | Natalia Pacierpnik (POL)  | 2              | 115.08   |
| 8     | Marta Kharitonova (RUS)   | 6              | 120.91   |
| 9     | Hannah Craig (IRL)        | 6              | 127.36   |
| 10    | Corinna Kuhnle (AUT)      | 52             | 169.30   |